# Сидеротил
Сидеротил — гідратний мінерал, сульфат заліза(II) з формулою: {\displaystyle {\ce {FeSO4*5H2O}}}, який утворюється в результаті дегідратації мелантериту. Мідь зазвичай заміщує залізо в структурі. Зазвичай сидеротил трапляється у вигляді волокнистих або порошкоподібних інкрустацій, але також може траплятися у вигляді голчастих триклінніх кристалів.
Вперше його було описано в 1891 році за проявом у копальні «Ідрія», Ідрія, Словенія. Назва походить від грецьких слів sideros (залізо) та tilos (волокно) через вміст заліза та типову волокнисту форму.
Опис матеріалу в Ідрії був неповний, тому не може бути остаточно ідентифікований як сидеротил, натомість мінерал був автентично підтверджений у різних місцях по всьому світу: у США, в штаті Невада, з району Єрингтон, округ Ліон, у копальні «Ватт», район Різ-Рівер, штат Ландер, в Стімбоут-Спрінгс, штат Невада; в каньйоні Бінгем, Солт-Лейк-Сіті, штат Юта; з ртутної копальні «Маунт-Діабло», Контра-Коста, Каліфорнія; у копальні «Кемпбелл», Бісбі, штат Арізона; в Дактауні, Полк, штат Теннессі; у копальні «Капілітас», провінція Катамарка, Аргентина; у копальні «Грандола», поблизу Лісабона, Португалія; у копальні «Клара», поблизу Обервольфаха, Шварцвальд, Німеччина; у копальні «Ле Валлеттес», Вале, Швейцарія.